# R.O.B
R.O.B（アール・オー・ビー）は、福岡県を中心に活躍する音楽バンド。

## 概要
名前はそれぞれのイメージカラー「RED」「ORANGE」「BLUE」の頭文字から由来している。
NHK総合テレビ系列で放送されていた「熱唱オンエアバトル」に出場し、437KBという高得点で、トップ合格の実力を持つ。「夢のワンダーランドへ」この曲は郊外型アミューズメント施設楽市楽座のテレビCMに起用された。そのCMにはローカルタレント時代のスザンヌも出演している。
テレビ朝日系列の「ストリートファイターズ」でも人気を博し、同番組の総合月間ランキングでもベスト10入りを果すなど、名前を全国区に売り出した。ファンからの投票が特に多く、長くランキングに残る。さらに、上記2つの全国系列のテレビに出場したことから、インディーズでの最初のマキシシングルとなった。オリコンインディーズシングルランキングで、ウィークリー20位となり、ランクインを果した。
2008年12月14日をもって解散。

## メンバー
- ゆういちろう
  - 1980年2月13日生まれ
  - ボーカル・ギター担当
  - 福岡県直方市出身

- たかし
  - 1982年11月22日生まれ
  - ギター、コーラス担当
  - 福岡県福岡市出身

- しょう
  - 1984年4月23日生まれ
  - ベース、ピアニカ、コーラス、パフォーマー担当
  - 福岡県北九州市出身

## 熱唱オンエアバトルの結果
| オンエア？ | 放送 | 重量（KB） | 順位   | 曲名 |
| ---------- | ---- | ---------- | ------ | ---- |
| オンエア   | 47   | 437KB      | 1/10位 |      |
| オンエア   | 51   | 385KB      | 2/10位 |      |
|            | 52   | 269KB      | 8/10位 |      |

## レギュラー出演
- MTM（RKB毎日放送、MBS毎日放送）